# Eanflæd
Titre
Reine de Northumbrie
Eanflæd est une princesse et religieuse anglo-saxonne née le 19 avril 626 et morte vers 704.
Elle est la fille d'Edwin, roi du Deira, et d'Æthelburg, fille du roi du Kent Æthelberht. Bien que son père soit encore païen, il accepte qu'elle reçoive le baptême avant de se convertir lui-même au christianisme.
À la mort d'Edwin, en 633, Eanflæd est emmenée par sa mère dans le Kent. Elle rentre en Northumbrie en 642, lorsque le roi Oswiu de Bernicie demande sa main. Leur mariage permet l'union des lignées royales du Deira et de Bernicie. Elle joue un rôle politique important à la cour de son mari et apporte notamment son soutien à Wilfrid au début de sa carrière.
Devenue veuve en 670, Eanflæd se retire à l'abbaye de Whitby. Après la mort de l'abbesse Hilda, en 680, elle en assure la direction avec sa fille Ælfflæd. Elle est considérée comme sainte et fêtée le 24 novembre.

## Biographie

### Naissance, baptême et exil
Eanflæd est l'une des rares personnes de la période anglo-saxonne de l'histoire de l'Angleterre dont le jour exact de naissance est connu. Dans son Histoire ecclésiastique du peuple anglais, le moine northumbrien Bède le Vénérable indique qu'elle est née la veille de Pâques en 626, c'est-à-dire le 19 avril. Elle voit le jour dans une résidence royale située sur les berges de la Derwent que l'historien Nick Higham propose de situer à Sancton. Son père Edwin est le souverain des deux royaumes du Deira et de Bernicie, dans le Nord de l'Angleterre. Sa mère est la princesse Æthelburg, fille d'Æthelberht, roi du Kent mort en 616. Elle est chrétienne, tandis qu'Edwin est païen.
Bède rapporte qu'Edwin est la cible d'une tentative d'assassinat le jour même de la naissance de sa fille. Encouragé par Paulin, un missionnaire de l'entourage d'Æthelburg, il accepte que sa fille soit baptisée et s'engage à embrasser lui-même la foi chrétienne s'il parvient à mener ses troupes à la victoire contre celui qui a voulu l'assassiner : Cwichelm, le roi des Ouest-Saxons. D'après Bède, Eanflæd est ainsi baptisée le 8 juin, jour de la Pentecôte, avec onze autres membres de la famille royale. Néanmoins, une tradition galloise préservée dans la Historia Brittonum attribue le mérite de la conversion des Northumbriens à un certain Rhun, fils d'Urien, et situe le baptême d'Eanflæd douze jours après la Pentecôte.
Ayant vaincu Cwichelm, Edwin se convertit au christianisme en 627. Sa défaite et sa mort à la bataille de Hatfield Chase, en 633, entraînent un retour en force du paganisme en Northumbrie. Pour échapper à ces troubles religieux et politiques, Æthelburg retourne dans le Kent, où règne son frère Eadbald, avec l'évêque Paulin, sa fille Eanflæd, son fils Uscfrea et Yffi, un petit-fils d'Edwin par un précédent mariage. Craignant pour la survie des descendants mâles de son mari défunt, elle les envoie à la cour de Dagobert Ier en Francie, mais Eanflæd reste avec elle et grandit dans le Kent, à la cour de son oncle.

### Reine de Northumbrie
En 642, le roi de Bernicie Oswiu, issu de la lignée northumbrienne rivale de celle d'Edwin, envoie un prêtre nommé Utta à la cour d'Eorcenberht, fils et successeur d'Eadbald comme roi du Kent, afin de lui demander la main de sa cousine Eanflæd. La date de ce mariage n'est pas connue : « avant ou peu après 642 » pour Alan Thacker, 643 pour Philip Holdsworth. Oswiu est déjà marié à une princesse bretonne, Rhiainfellt (en), mais il est à la recherche de soutiens contre Penda, roi de Mercie qui domine les Midlands de l'Angleterre. En épousant Eanflæd, il peut espérer le soutien du Kent et peut-être même des Francs. En outre, les fils issus de son mariage sont susceptibles de prétendre aux deux trônes de Bernicie et de Deira,,.
Le Deira ne se soumet pas immédiatement à Oswiu après son mariage. En 644, ce royaume a pour souverain Oswine, un petit-cousin d'Edwin,. Lorsque Oswiu le fait assassiner, en 651, sa femme, qui peut exiger rétribution puisqu'elle est apparentée au défunt, obtient que son mari fonde l'abbaye de Gilling, dont les moines prient pour les deux rois,,,. Eanflæd fait également preuve d'indépendance vis-à-vis d'Oswiu en continuant, avec son chapelain Romain et le diacre Jacques, à suivre les coutumes de l'Église romaine en vigueur dans le Kent, y compris lorsqu'elles diffèrent de celles de l'Église celtique qui ont cours en Northumbrie. Cela l'amène parfois à célébrer Pâques à une date différente du reste de la famille royale, les deux rites n'ayant pas la même méthode de calcul de la date de Pâques.
Oswiu a des enfants de trois femmes différentes. Avec Eanflæd, il a deux fils : Ecgfrith, qui succède à Oswiu comme roi de Northumbrie, et Ælfwine, qui devient roi subordonné du Deira, ainsi que deux filles : Osthryth, qui épouse le roi de Mercie Æthelred, et Ælfflæd, qui entre dans les ordres,,.
Eanflæd est la première protectrice de Wilfrid, un homme d'Église qui joue un rôle politique majeur en Northumbrie sous les règnes d'Ecgfrith, Aldfrith et Osred, ainsi que dans d'autres régions de Grande-Bretagne au VIIe siècle. Lorsque Wilfrid émet le souhait de se rendre en pèlerinage à Rome, la reine le recommande à son cousin, le roi du Kent Eorcenberht.

### Veuve, abbesse et sainte

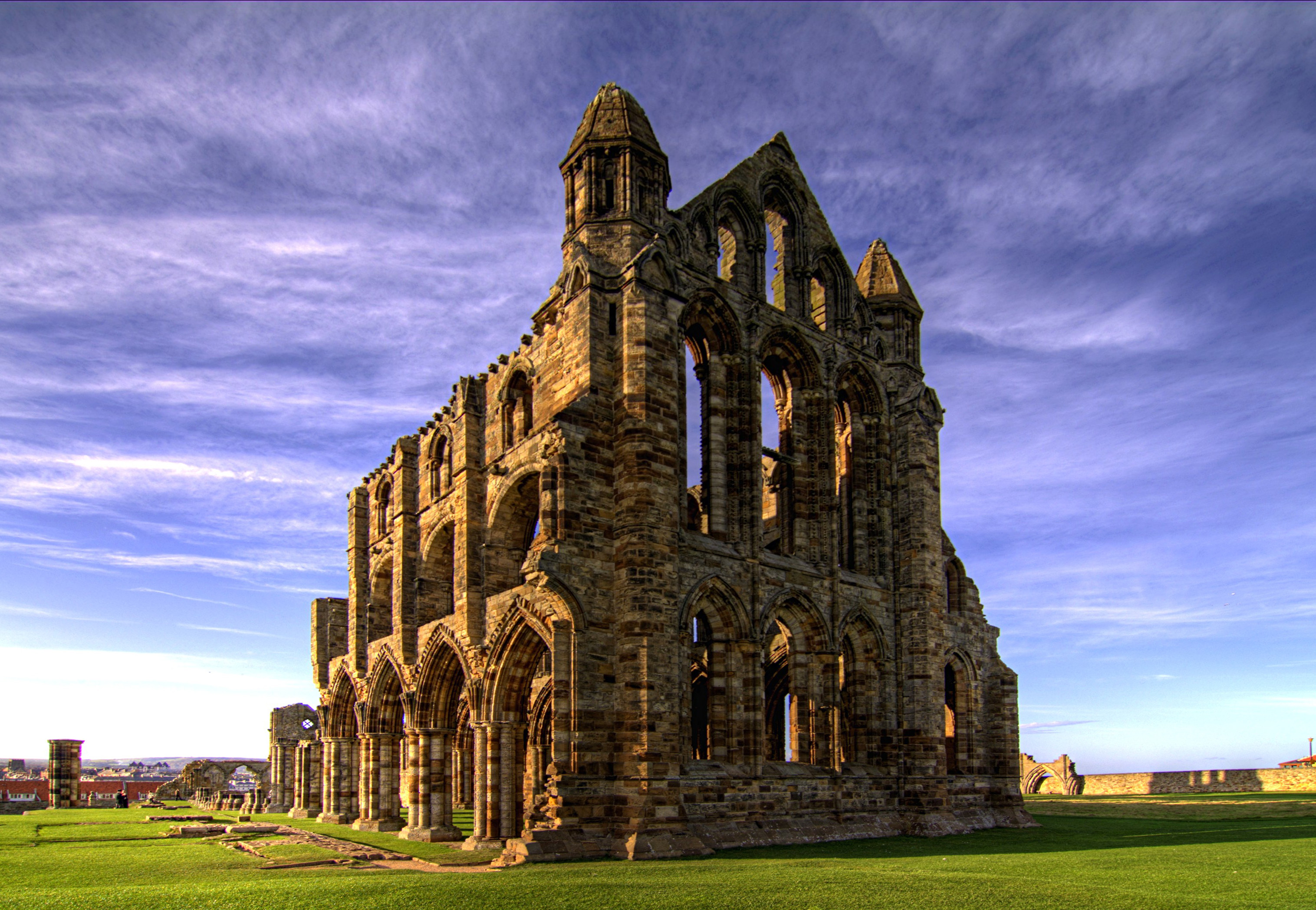
Ruines de l'abbaye de Whitby.

Quelques années après la mort d'Oswiu en 670, Eanflæd se retire à l'abbaye de Whitby. Ce monastère double est étroitement lié à la famille royale de Northumbrie, dont beaucoup de membres y sont enterrés. Il occupe une position importante dans la vie religieuse northumbrienne et accueille notamment le concile de Whitby en 664, qui préconise l'abandon des rites celtiques au profit de la liturgie romaine. Le chef des défenseurs du rite romain lors de ce concile n'est autre que Wilfrid, l'ancien protégé d'Eanflæd.
Après la mort de la fondatrice du monastère, Hilda, en 680, Eanflæd en devient abbesse aux côtés de sa fille Ælfflæd. Elle fait transférer la dépouille de son père dans ce monastère, où sont également enterrés Oswiu et Hilda. Elle reste à Whitby jusqu'à sa mort, survenue à une date inconnue sous le règne de son beau-fils Aldfrith : après 685 selon Alan Thacker, vers 704 selon Michael Lapidge. Elle est enterrée à Whitby, dont sa fille reste l'abbesse jusqu'à sa propre mort, en 713.
Il ne subsiste aucune trace d'un culte rendu à Eanflæd avant la conquête normande de l'Angleterre, peut-être en raison de la destruction de l'abbaye de Whitby par les Vikings au IXe siècle. Le chroniqueur du XIIe siècle Guillaume de Malmesbury estime que ses reliques ont été transférées à une date inconnue à l'abbaye de Glastonbury, dans le Somerset. Le English Martyrologe publié par John Wilson en 1640 place sa fête le 24 novembre.

## Arbre généalogique
|  |  |                             |                             |                             |                             |                             |                             |  |  |                          |                          |                          |                          |                          |                          |                          |                          |                          |                          |          |          |           |           |           |           |                        |                        |                        |                        |                         |                         |                         |                         |                         |                         |  |  |  |  |  |  |  |  |  |  |  |  |  |  |  |  |  |  |  |  |  |  |
|  |  |                             |                             |                             |                             |                             |                             |  |  |                          |                          |                          |                          |                          |                          |                          |                          |                          |                          |          |          |           |           |           |           |                        |                        |                        |                        |                         |                         |                         |                         |                         |                         |  |  |  |  |  |  |  |  |  |  |  |  |  |  |  |  |  |  |  |  |  |  |
|  |  | Ælfric                      | Ælfric                      | Ælfric                      | Ælfric                      | Ælfric                      | Ælfric                      |  |  |                          |                          |                          |                          | Ælle roi du Deira        | Ælle roi du Deira        | Ælle roi du Deira        | Ælle roi du Deira        | Ælle roi du Deira        | Ælle roi du Deira        |          |          |           |           |           |           | Æthelberht roi du Kent | Æthelberht roi du Kent | Æthelberht roi du Kent | Æthelberht roi du Kent | Æthelberht roi du Kent  | Æthelberht roi du Kent  |                         |                         |                         |                         |  |  |  |  |  |  |  |  |  |  |  |  |  |  |  |  |  |  |  |  |  |  |
|  |  | Ælfric                      | Ælfric                      | Ælfric                      | Ælfric                      | Ælfric                      | Ælfric                      |  |  |                          |                          |                          |                          | Ælle roi du Deira        | Ælle roi du Deira        | Ælle roi du Deira        | Ælle roi du Deira        | Ælle roi du Deira        | Ælle roi du Deira        |          |          |           |           |           |           | Æthelberht roi du Kent | Æthelberht roi du Kent | Æthelberht roi du Kent | Æthelberht roi du Kent | Æthelberht roi du Kent  | Æthelberht roi du Kent  |                         |                         |                         |                         |  |  |  |  |  |  |  |  |  |  |  |  |  |  |  |  |  |  |  |  |  |  |
|  |  |                             |                             |                             |                             |                             |                             |  |  |                          |                          |                          |                          |                          |                          |                          |                          |                          |                          |          |          |           |           |           |           |                        |                        |                        |                        |                         |                         |                         |                         |                         |                         |  |  |  |  |  |  |  |  |  |  |  |  |  |  |  |  |  |  |  |  |  |  |
|  |  | Osric roi du Deira          | Osric roi du Deira          | Osric roi du Deira          | Osric roi du Deira          | Osric roi du Deira          | Osric roi du Deira          |  |  |                          |                          |                          |                          | Edwin roi de Northumbrie | Edwin roi de Northumbrie | Edwin roi de Northumbrie | Edwin roi de Northumbrie | Edwin roi de Northumbrie | Edwin roi de Northumbrie |          |          | Æthelburg | Æthelburg | Æthelburg | Æthelburg | Æthelburg              | Æthelburg              |                        |                        | Eadbald roi du Kent     | Eadbald roi du Kent     | Eadbald roi du Kent     | Eadbald roi du Kent     | Eadbald roi du Kent     | Eadbald roi du Kent     |  |  |  |  |  |  |  |  |  |  |  |  |  |  |  |  |  |  |  |  |  |  |
|  |  | Osric roi du Deira          | Osric roi du Deira          | Osric roi du Deira          | Osric roi du Deira          | Osric roi du Deira          | Osric roi du Deira          |  |  |                          |                          |                          |                          | Edwin roi de Northumbrie | Edwin roi de Northumbrie | Edwin roi de Northumbrie | Edwin roi de Northumbrie | Edwin roi de Northumbrie | Edwin roi de Northumbrie |          |          | Æthelburg | Æthelburg | Æthelburg | Æthelburg | Æthelburg              | Æthelburg              |                        |                        | Eadbald roi du Kent     | Eadbald roi du Kent     | Eadbald roi du Kent     | Eadbald roi du Kent     | Eadbald roi du Kent     | Eadbald roi du Kent     |  |  |  |  |  |  |  |  |  |  |  |  |  |  |  |  |  |  |  |  |  |  |
|  |  |                             |                             |                             |                             |                             |                             |  |  |                          |                          |                          |                          |                          |                          |                          |                          |                          |                          |          |          |           |           |           |           |                        |                        |                        |                        |                         |                         |                         |                         |                         |                         |  |  |  |  |  |  |  |  |  |  |  |  |  |  |  |  |  |  |  |  |  |  |
|  |  | Oswine roi du Deira         | Oswine roi du Deira         | Oswine roi du Deira         | Oswine roi du Deira         | Oswine roi du Deira         | Oswine roi du Deira         |  |  | Oswiu roi de Northumbrie | Oswiu roi de Northumbrie | Oswiu roi de Northumbrie | Oswiu roi de Northumbrie | Oswiu roi de Northumbrie | Oswiu roi de Northumbrie |                          |                          | Eanflæd                  | Eanflæd                  | Eanflæd  | Eanflæd  | Eanflæd   | Eanflæd   |           |           |                        |                        |                        |                        | Eorcenberht roi du Kent | Eorcenberht roi du Kent | Eorcenberht roi du Kent | Eorcenberht roi du Kent | Eorcenberht roi du Kent | Eorcenberht roi du Kent |  |  |  |  |  |  |  |  |  |  |  |  |  |  |  |  |  |  |  |  |  |  |
|  |  | Oswine roi du Deira         | Oswine roi du Deira         | Oswine roi du Deira         | Oswine roi du Deira         | Oswine roi du Deira         | Oswine roi du Deira         |  |  | Oswiu roi de Northumbrie | Oswiu roi de Northumbrie | Oswiu roi de Northumbrie | Oswiu roi de Northumbrie | Oswiu roi de Northumbrie | Oswiu roi de Northumbrie |                          |                          | Eanflæd                  | Eanflæd                  | Eanflæd  | Eanflæd  | Eanflæd   | Eanflæd   |           |           |                        |                        |                        |                        | Eorcenberht roi du Kent | Eorcenberht roi du Kent | Eorcenberht roi du Kent | Eorcenberht roi du Kent | Eorcenberht roi du Kent | Eorcenberht roi du Kent |  |  |  |  |  |  |  |  |  |  |  |  |  |  |  |  |  |  |  |  |  |  |
|  |  |                             |                             |                             |                             |                             |                             |  |  |                          |                          |                          |                          |                          |                          |                          |                          |                          |                          |          |          |           |           |           |           |                        |                        |                        |                        |                         |                         |                         |                         |                         |                         |  |  |  |  |  |  |  |  |  |  |  |  |  |  |  |  |  |  |  |  |  |  |
|  |  |                             |                             |                             |                             |                             |                             |  |  |                          |                          |                          |                          |                          |                          |                          |                          |                          |                          |          |          |           |           |           |           |                        |                        |                        |                        |                         |                         |                         |                         |                         |                         |  |  |  |  |  |  |  |  |  |  |  |  |  |  |  |  |  |  |  |  |  |  |
|  |  | Ecgfrith roi de Northumbrie | Ecgfrith roi de Northumbrie | Ecgfrith roi de Northumbrie | Ecgfrith roi de Northumbrie | Ecgfrith roi de Northumbrie | Ecgfrith roi de Northumbrie |  |  | Ælfwine roi du Deira     | Ælfwine roi du Deira     | Ælfwine roi du Deira     | Ælfwine roi du Deira     | Ælfwine roi du Deira     | Ælfwine roi du Deira     |                          |                          | Osthryth                 | Osthryth                 | Osthryth | Osthryth | Osthryth  | Osthryth  |           |           | Ælfflæd                | Ælfflæd                | Ælfflæd                | Ælfflæd                | Ælfflæd                 | Ælfflæd                 |                         |                         |                         |                         |  |  |  |  |  |  |  |  |  |  |  |  |  |  |  |  |  |  |  |  |  |  |